# Bjärepartiet
Bjärepartiet (BJP eller BP) är ett lokalt politiskt parti i Båstads kommun. Bjärepartiet har fem mandat i Båstads kommunfullmäktige. Partiet bildades 1989, med motstånd mot Hallandsåstunneln som en viktig fråga, och syftet är att arbeta tvärpolitiskt inom kommunen. Bjärepartiets vision är att verka för en politik som ligger nära Bjärehalvöns invånares intressen. Nuvarande partiledare är Bo Wendt. Mandatperioden 2014-2018 styrde partiet ensamma Båstads kommun i minoritet.

## Övriga politiska frågor
2015 föreslog partiet en särskild avgift för poolägare, som skulle läggas på VA-taxan.

## Lista över partiledare
- Kjell Andersson 2006–2009
- Robert Sundqvist 2006
- Bertil Mattsson 2004–2006
- Per Adbro 1996–2004
- Agne Andersson 1994–1996
- Kurt Andersson 1992–1994

## Valresultat
| År    | Röster | %     | Mandat   |
| ----- | ------ | ----- | -------- |
| 1991  | –      | –     | 1 av 41  |
| 1994  | –      | –     | 1 av 41  |
| 1998  | 814    | 9,23  | 4 av 41  |
| 2002  | 1 214  | 14,07 | 6 av 41  |
| 2006  | 1 638  | 17,86 | 7 av 41  |
| 2010  | 1 548  | 16,09 | 7 av 41  |
| 2014  | 2 143  | 21,46 | 9 av 41  |
| 2015* | 2 477  | 33,05 | 13 av 41 |
| 2018  | 2 298  | 22,21 | 9 av 41  |
| 2022  | 1 243  | 11,56 | 5 av 41  |

*Omval gjordes 2015 efter kommunalvalet 2014